# GAZ-55
Der GAZ-55 (russisch ГАЗ-55) war der erste in Großserie gebaute sowjetische Krankentransportwagen. Das Fahrzeug wurde ab 1938 im Gorkowski Awtomobilny Sawod (GAZ) gebaut und basierte auf dem Fahrgestell des Lastwagens GAZ-MM. Nach Ende des Zweiten Weltkriegs wurde die Fertigung ausgelagert und 1950 eingestellt, in dieser Zeit entstanden etwas mehr als 13.000 Exemplare. Ältere Quellen nennen zumeist 1945 als letztes Produktionsjahr, tatsächlich wechselte zu diesem Zeitpunkt lediglich der Hersteller. Nachfolger wurde ab 1950 der GZA-653 auf Basis des Omnibusses GZA-651.
Der Wagen wurde in zeitgenössischen Dokumenten teilweise abweichend als M-55 bezeichnet, kurz für Molotowez-55. Molotow war zu diesem Zeitpunkt sowjetischer Regierungschef, das GAZ-Werk in Gorki trug bis in die 1950er-Jahre ehrenhalber seinen Namen. Zu Beginn der Produktion wurden die Krankentransporter zeitweise auch als GAZ-55-55 bezeichnet. Unter dem Kürzel GAZ-55B-55 entstanden ausschließlich in den Jahren 1944 und 1945 etwa 200 Stück Krankenwagen auf Basis des dreiachsigen Fahrgestells des Lastwagens GAZ-AAA.

## Fahrzeuggeschichte
Als in der Sowjetunion ab etwa 1930 die heimische Automobilindustrie zunehmend in der Lage war, größere Stückzahlen Pkw sowie leichte und mittelschwere Lkw zu fertigen, wurde relativ früh damit begonnen, auf Basis einiger Standard-Fahrzeuge auch Kraftfahrzeuge für speziellere Anwendungen zu entwickeln. Meist wurden die Fahrzeuge ohne Aufbau bei GAZ oder ZIS gebaut und anschließend in Karosseriewerken mit Spezialaufbauten versehen. So begann man um 1933/34 mit der Produktion kleinerer Chargen. Unter der Bezeichnung GAZ-03-194 und GAZ-05-194 entstanden Krankentransportwagen für die Rote Armee, die auf dem Fahrgestell des Busses GAZ-03-30 bzw. auf dem dreiachsigen Chassis des GAZ-AAA basierten. Zu einer Fertigung in großen Stückzahlen kam es jedoch nicht. Später gingen einige der Transportfahrzeuge an die russische „Schnelle medizinische Hilfe“ in Leningrad und Moskau.
Bis 1938 wurde die Serienfertigung eines Krankenwagens durch das Gorkowski Awtomobilny Sawod vorbereitet. Die Prototypen wurden noch auf dem Fahrgestell des GAZ-AA montiert. Das neue Fahrzeug erhielt die Bezeichnung GAZ-55-55, wobei die erste Nummer das Fahrgestell und die zweite Nummer den Aufbau bezeichnet. Diese Art der Bezeichnung wurde relativ schnell fallen gelassen. Das Chassis behielt die Bezeichnung GAZ-55, das komplette Fahrzeug wurde stattdessen als Molotowez-55 oder kurz M-55 bezeichnet. Diese Art der Benennung war zu Ehren des sowjetischen Regierungschefs Wjatscheslaw Molotow bereits beim GAZ-M1 eingeführt worden. Die Fahrgestelle wurden bei GAZ selbst gebaut, die Karosserien wurden im Gorkowski Awtobusny Sawod (deutsch Gorkier Buswerk, kurz GZA, vor 1940 auch noch als Erstes Automontagewerk bezeichnet) gefertigt. Dort wurden die Wagen auch komplettiert.
Das Fahrgestell GAZ-55 unterschied sich von den herkömmlichen Lastwagenfahrgestellen des GAZ-MM hauptsächlich durch eine deutlich verbesserte Federung. Sie erhielten die Stoßdämpfer des Personenwagens GAZ-M1, zwei Exemplare an der Vorderachse und vier an der Hinterachse. Dadurch wurde ein deutlich schonenderer Patiententransport ermöglicht. Zwei Patienten konnten liegend transportiert werden, je nach Ausstattung waren noch vier oder sechs Sitzplätze im Aufbau vorgesehen. In der Fahrerkabine war Platz für zwei weitere Personen. Als Motor kam in den ersten Jahren wahlweise das 40-PS-Triebwerk des GAZ-AA oder die leistungsfähigere Variante aus dem GAZ-MM mit 50 PS zum Einsatz. Später wurden nur noch Motoren mit 50 PS eingebaut. In den Jahren 1938 bis 1941 wurden knapp 1000 Fahrgestelle ohne Aufbau zur Komplettierung nach Kasan in ein weiteres Karosseriewerk geliefert.
Nach dem Ausbruch des Deutsch-Sowjetischen Krieges wurden die Serienlastwagen aus Gorki stark vereinfacht gebaut, um Rohstoffe und Arbeitskräfte zu sparen. Diese Vereinfachungen betrafen ab etwa 1942 auch den GAZ-55. Die vorderen Kotflügel wurden aus einfachen Blechen gekantet und nicht mehr rund ausgeformt, ebenso die hinteren Kotflügel. Ein Frontscheinwerfer entfiel und an der Hinterachse wurden teilweise keine Bremsen eingebaut. Außerdem wurden die Türen nicht mehr mit Blech beplankt, sondern vollständig aus Holz gefertigt. Diese Änderungen wurden nach 1945 rückgängig gemacht. Der GAZ-55 war eines der wenigen Spezialfahrzeuge, das auch zu Kriegszeiten gefertigt wurde. Im Gegenteil stieg der Bedarf, da die Rote Armee mehr Fahrzeuge abnahm und viele auch im Kampfgeschehen verloren gingen. 1944 und 1945 wurde noch einmal eine Charge von 211 Fahrzeugen auf Basis des dreiachsigen Fahrgestells des GAZ-AAA gebaut, dessen Fertigung zu diesem Zeitpunkt längst eingestellt war. Die nachfolgende Tabelle zeigt die bekannten Produktionszahlen der Fahrzeuge nach Modell und Baujahr:
| Typ                                        | 1938 | 1939 | 1940 | 1941 | 1942 | 1943 | 1944 | 1945 | 1946 | 1947 | 1948 | 1949 | 1950 | Summe nach Modell |
| ------------------------------------------ | ---- | ---- | ---- | ---- | ---- | ---- | ---- | ---- | ---- | ---- | ---- | ---- | ---- | ----------------- |
| GAZ-55                                     | 359  | 852  | 1157 | 1815 | 1048 | 701  | 1332 | 579  | 30   | 902  | 761  | 804  | 1506 | 11.846            |
| GAZ-55B-55                                 | –    | –    | –    | –    | –    | –    | 100  | 111  | –    | –    | –    | –    | –    | 211               |
| GAZ-55-Fahrgestelle, komplettiert in Kasan | 72   | 441  | 272  | 184  | –    | –    | –    | –    | –    | –    | –    | –    | –    | 969               |
| Summe nach Baujahr                         | 431  | 1293 | 1429 | 1999 | 1048 | 701  | 1432 | 690  | 30   | 902  | 761  | 804  | 1506 | gesamt: 13.026    |

Da nach dem Krieg relativ viele Krankentransportwagen aus Armeebeständen übrig geblieben waren und der Bedarf an Lastwagen für den Wiederaufbau erheblich größer war, brach die Produktion nach Mitte 1945 weg. Die meisten älteren Quellen nennen deswegen 1945 als letztes Baujahr und geringere Produktionszahlen von etwa 9000 Fahrzeugen. Es zeigte sich jedoch relativ schnell, dass die verbliebenen Wagen nicht auf Dauer ausreichend waren, um den zivilen Bedarf zu decken. Die Produktion der Fahrgestelle wurde deshalb mitsamt Personal von GAZ zu GZA verlagert, wo sie 1946 zunächst im kleinen Maßstab wieder aufgenommen wurde. Bis 1950 wurden noch einmal gut 4000 Fahrzeuge hergestellt, bevor die Fertigung endgültig endete. Das Ende der Produktion fällt etwa mit dem Ende der Fertigung des GAZ-MM zusammen, von dem diverse Komponenten stammten. Ab 1950 wurden bei GZA Krankenwagen auf Basis des Omnibusses GZA-651 gebaut, der das Chassis des moderneren Lastwagens GAZ-51 nutzt. Anfang/Mitte der 1950er wurde die Fertigung an das Pawlowski Awtobusny Sawod abgegeben.
Der letzte bis heute erhaltene GAZ-55 kann in einem Museum im russischen Jekaterinburg besichtigt werden.

## Technische Daten
Die Daten beziehen sich auf die Fahrzeuge vom Typ GAZ-55 der ersten Baujahre mit dem stärkeren Motor vom Typ GAZ-MM. Im Laufe der Zeit gab es aufgrund technischer Änderungen immer wieder kleinere Abweichungen.
- Motor: Vierzylinder-Reihen-Ottomotor
- Motortyp: „GAZ-MM“, aus dem Lastwagen GAZ-MM
- Leistung: 50 PS (37 kW) bei 2800 min−1
- Hubraum: 3285 cm³
- Bohrung: 98,43 mm
- Hub: 107,95 mm
- maximales Drehmoment: 167 Nm bei 1400…1500 min−1
- Verdichtung: 4,6:1
- Gemischaufbereitung: Vergaser
- Zündfolge: 1–2–4–3
- Bordspannung: 6 V
- Getriebe: Viergang-Schaltgetriebe mit Rückwärtsgang, unsynchronisiert
- Kupplung: Zweischeiben-Trockenkupplung
- Höchstgeschwindigkeit: 70 km/h
- Tankinhalt: 40 l
- Treibstoffverbrauch: ca. 14 l/100 km, auch 20,5 l/100 km angegeben[6]
- Antriebsformel: 4×2 (Hinterradantrieb)

Abmessungen und Gewichte
- Länge: 5425 mm
- Breite: 2040 mm
- Höhe: 2340 mm
- Radstand: 3340 mm
- Wendekreis: 15,0 m Durchmesser
- minimale Bodenfreiheit: 198 mm
- Sitzplätze: 8+1, auch 10+1 angegeben[6]
- Leergewicht: 2370 kg
- Zuladung: 790 kg
- zulässiges Gesamtgewicht: 3160 kg